# Aleksandrowicz Hrabia
Aleksandrowicz Hrabia – polski herb hrabiowski przypisany do nadania tytułu hrabiowskiego Aleksandrowiczom herbu własnego, którego dyplom z wizerunkiem został wydany 9 października 1800. Odmiana herbu Aleksandrowicz, herb własny rodu Aleksandrowiczów.

## Opis herbu
Opis stworzony zgodnie z klasycznymi zasadami blazonowania:
Na tarczy w polu czerwonym dwie kosy w krzyż skośny srebrne, w miejscu ich złączenia schodzą się dwa miecze.
Nad tarczą korona hrabiowska, nad którą hełm z koroną.
W klejnocie trzy pióra strusie, jedno złote między dwoma czerwonymi.
Labry herbowe czerwone, podbite złotem.

## Historia
Dyplom z herbem został wydany 9 października 1800 roku Stanisławowi Witoldowi Aleksandrowiczowi, w ramach nadania tytułu hrabiego Królestwa Galicji (niem. hoch- und wohlgeboren, graf von) w tym samym czasie, przez Franciszka II. Stanisław Witold Aleksandrowicz uzyskał tytuł w wieku 19 lat. Obdarowany był synem Tomasza Waleriana Aleksandrowicza oraz Marii z Ledóchowskich herbu Szaława.
Tytuł hrabiowski potwierdzony został w Królestwie Polskim w 1819 roku, zaś w 1837 roku wylegitymowali się z niego dwaj synowie Stanisława. Tytuł hrabiowski potwierdzono również w Cesarstwie Rosyjskim w dniu 27 grudnia 1847 roku.

## Herbowni
Jedna rodzina herbownych (herb własny):
graf von Alexandrowicz.